# San Pedro de Cartago
San Pedro de Cartago é um município da Colômbia, localizado no departamento de Nariño.